# Dudu Fisher
David "Dudu" Fisher, född den 18 november 1951, är en israelisk kantor och musikalartist. 
Han är mest känd för sin roll som Jean Valjean i Broadway uppsättningen av musikalen Les Misérables.

## Karriär som kantor
Fisher föddes i Petah Tikva i Israel. Han började studera vid 22 års ålder efter Oktoberkriget när han lämnade armén efter tre års tjänstgöring. Han studerade vid Tel Aviv Academy of Music, och tog även privatlektioner av den kända kantorn Shlomo Ravitz. Efter studierna blev han kantor vid Stora synagogan i Tel Aviv, följt av fyra år i Sydafrika. I mer än 20 år var han kantor på Kutsher's Hotel i Catskill Mountains under judiska högtider. 2005 blev han chefskantor i New York Synagogue.

## Les Miserables
Efter att ha blivit fascinerad av London-uppsättningen av Les Miserables, bad han (trots att han inte hade någon erfarenhet av skådespeleri) om en roll i en hebreisk uppsättning av Les Misérables. Han spelade huvudrollen som Jean Valjean, i Israel mellan 1987 och 1990, och nådde lokal berömmelse.
Han kom sedan att spela rollen på Broadway under vintern 1993–1994, och senare på West End i London, där han blev inbjuden att uppträda inför Elizabeth II. På båda platserna var han den förste artisten som slapp uppträda på fredagskvällar och lördagar, då han är ortodox jude och därför inte kan uppträda på grund av Sabbaten.

## Artistkarriär
Fisher gjorde en enmansföreställning Off-Broadway, som hette Never on Friday, som handlade om hans erfarenheter att som jude arbeta på Broadway. Han har uppträtt och turnerat över hela världen, speciellt där det finns judiska samhällen.
Han har uppträtt inför Bill och Hillary Clinton, när Bill Clinton var USA:s president, och inför Storbritanniens och Thailands kungliga familjer.
Han har även uppträtt tillsammans med; Israels filharmoniska orkester, med Zubin Mehta som dirigent, en föreställning som sändes i TV i Frankrike, med Baltimore Symphony Orchestra och Queens Symphony Orchestra. Han har spelat in en skiva med musikallåtar med London Symphony Orchestra. Han var den första israeliska artisten som tilläts sjunga i Sovjetunionen före perestrojkan.

## Diskografi
Dudu Fisher har spelat in mer än 25 skivor, på hebreiska, jiddisch och engelska. Han gjorde Moses roll i den hebreiska versionen av Steven Spielbergs Prinsen av Egypten.
- Hatikvah (2005)
- Lehitei Yiddish Beivrit (Yiddish hits in Hebrew) (2005)
- Coming to America (2004)
- Prayers On Broadway (2003)
- Songs Of My Heart (2002)
- Mamenyu (2001)
- Odecha (1999)
- L'tav Ulchayim V'lishlam (For Good, For Life & For Peace) (1997)
- Never On Friday (1996)
- Az Yashir David (1996)
- Beshem Hashem (In God's Name) (1994)
- Showstoppers (1994)
- The Malavsky Family Songs (1993)
- Mamma Loshon (Mother Tongue) (1992)
- Velvet Tiger (1992)
- Golden Chasidic Song (1992)
- Gift (1992)
- Tonight, A Musical (1991)
- Stairways To Heaven (1990)
- Over the Rainbow (1989)
- Yiddishkiet (1988)
- Elokai Neshama (1985)
- Golden Yiddish Favorites (1985)
- Childhood Years
- Raisins and Almonds
- Songs Of The Living
- Yiddishe Mamme
- Dudu Fisher's Kindergarten (DVD/VHS):
  1. (1998)
  2. We Are All Friends (2000)
  3. From The Heart And Soul (2001)
  4. The Friendship Trip (2002)
  5. It's The Thought That Counts (2003)
  6. From The Mouth Of The Infants
  7. Shabat Shalom
  8. Shana Tova
  9. And Thou Rejoice In Thy Feast